# مختارنامه (کتاب)
مختارنامه مجموعه‌ای از رباعیات فَریدالدّین ابوحامِد محمّد عطّار نِیشابوری (۵۴۰–۶۱۸ قمری) است که به تصحیح محمدرضا شفیعی کدکنی منتشر شده‌است. خودِ عطار مقدمه‌ای منثور بر این رباعیات نوشته‌ است.
این اثر ارتباطی با موضوع عاشورا و سریال مختارنامه ندارد.